# Helene Budliger Artieda

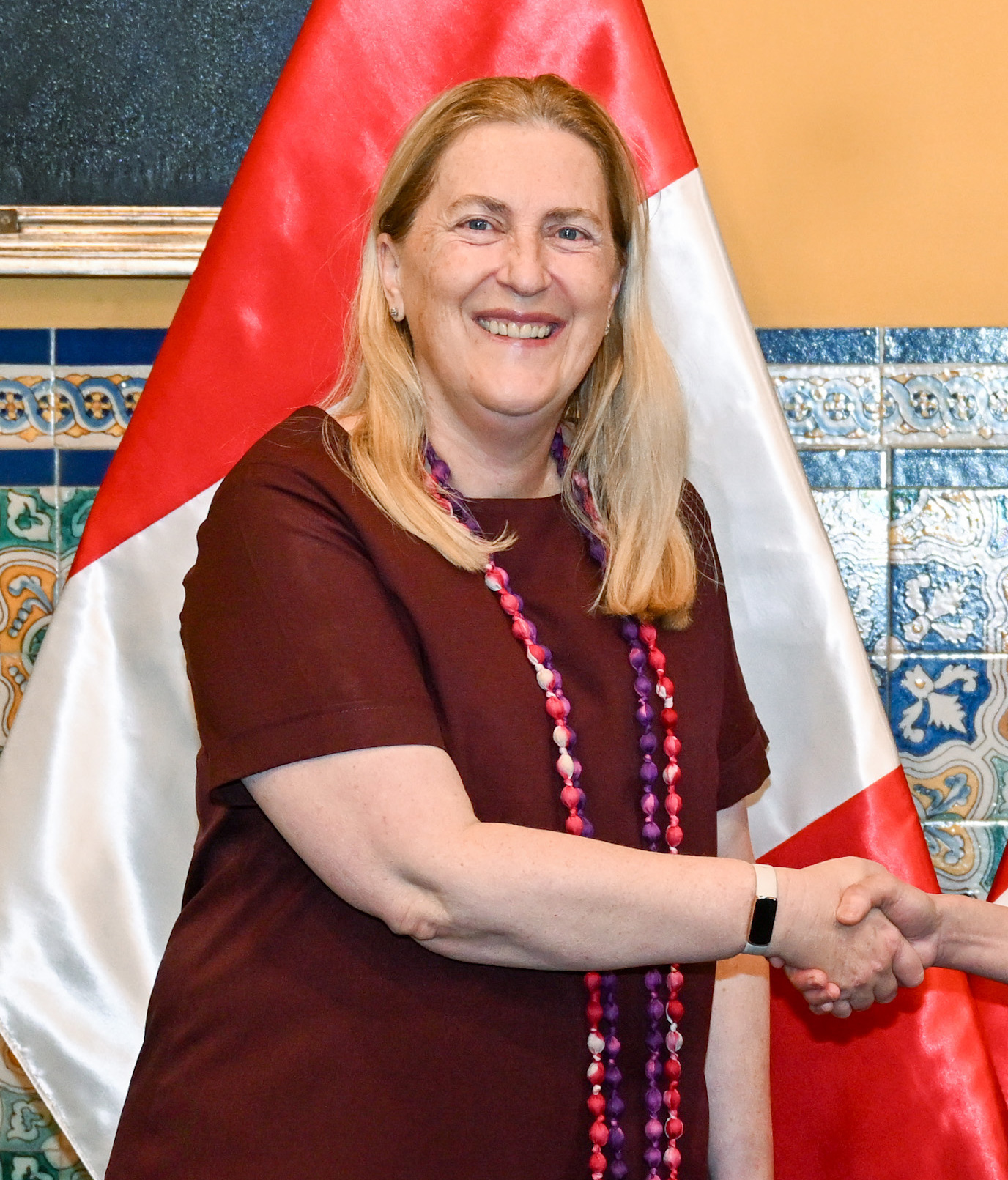
Helene Budliger Artieda (2023)

Helene Budliger Artieda (* 1965 in Zürich; heimatberechtigt in Hitzkirch) ist eine Schweizer Diplomatin und seit August 2022 als Staatssekretärin Direktorin des Staatssekretariats für Wirtschaft (SECO). Sie ist ehemalige Direktorin für Ressourcen im Eidgenössischen Departement für auswärtige Angelegenheiten und war von 2019 bis 2022 Botschafterin in Thailand, Kambodscha und Laos, mit Sitz in Bangkok.

## Werdegang
Ihre Laufbahn beim Eidgenössischen Departement für auswärtige Angelegenheiten (EDA) begann 1985 als Sekretärin in Bern. In dieser Funktion kam Budliger Artieda zu ihren ersten Auslandeinsätzen nach Lagos in Nigeria, Havanna in Kuba und San Francisco in den USA. In Bern absolvierte sie den Stage des EDA, den praktischen Teil als konsularische Mitarbeiterin machte sie in Strassburg. 1994 konnte sie den Stage erfolgreich abschliessen. Ihre erste Station nach der Ausbildung führte Budliger Artieda nach Lima, Peru, wo sie ihren zukünftigen Ehemann kennenlernte.
Während ihrer Anstellung bei der Schweizer Botschaft in Kolumbien studierte Budliger Artieda Betriebswirtschaft in Bogotá. Das Studium schloss sie mit einem Master ab. 2000 kehrte sie in die Schweiz zurück und war in verschiedenen Positionen in der Finanzabteilung des EDA tätig. Vom 1. Juli 2006 bis 2008 war sie Finanzchefin beim EDA. 2008 ernannte Aussenministerin Micheline Calmy-Rey Budliger Artieda zur ersten weiblichen Amtsdirektorin im EDA. Am 1. Oktober 2008 übernahm Budliger Artieda die Direktion für Ressourcen im EDA von Martin Dahinden, der die Leitung der Deza übernahm. Bis September 2015 stand sie 380 Mitarbeitern vor und verwaltete ein Budgetvolumen von jährlich drei Milliarden Franken.
Im September 2015 wurde Budliger Artieda Schweizer Botschafterin in Südafrika. Auch Namibia, Botswana, Lesotho, Eswatini und Mauritius gehörten zu ihrem Zuständigkeitsgebiet. Zusätzlich war sie auch Botschafterin bei der Entwicklungsgemeinschaft des südlichen Afrika (SADC) in Gaborone. Am 14. Dezember 2018 ernannte der Bundesrat Budliger Artieda zur Schweizer Botschafterin in Thailand, Kambodscha und Laos. Im Oktober 2019 übernahm sie das neue Amt in Nachfolge von Ivo Sieber. Im Jahr 2022 wurde sie dem Bundesrat von einer Findungskommission als Nachfolgerin von Marie-Gabrielle Ineichen-Fleisch als Direktorin des Staatssekretariats für Wirtschaft (SECO) vorgeschlagen. Sie trat die Stelle am 1. August 2022 an.
Helene Budliger Artieda ist verheiratet und wohnt in Eich LU, aufgewachsen ist sie in Dübendorf.